# Roman Horáček
Roman Horáček (asi 1969 Litoměřice – 2006) byl český trojnásobný sériový vrah. V roce 2006 byl přitom sám za nejasných okolností zavražděn.

## Život
Narodil se zřejmě v roce 1969 v Litoměřicích.
Ve svých dvanácti letech měl pobodat svou sousedku, přičemž za tento čin nebyl vzhledem k nízkému věku souzen.

### První vražda
V roce 1990 měl podle vyšetřovatelů zavraždit lékařku Libuši L. v její litoměřické ordinaci, kde pracoval jako sanitář. Místnost poté zapálil. Za tento trestný čin ovšem nikdy odsouzen nebyl, neboť vyšetřovatelé sice vzorky DNA v případu s jeho jménem spojily, analýza ovšem vzhledem k nedostatečné přesnosti nemohla být použita jako důkaz. Krátce před svým propuštěním ale poskytl vyšetřovatelům další vzorek DNA. Poté, co byl propuštěn, potvrdila jeho analýza, že se shoduje se vzorkem DNA, které bylo nalezeno v ordinaci zavražděné lékařky. Tou dobou byl ale Horáček již na svobodě. Od července 2004 po něm bylo vyhlášeno pátrání.

### Další vraždy
V lednu 1991 zavraždil Horáček v rodinném domě svou bývalou manželku a její sestru, když obě dvě uškrtil. Poté jejich těla rozmístil do van v různých patrech domu. Motivem vražd byla žárlivost, neboť Horáček usiloval o opětovné navázání vztahu s jeho bývalou ženou, která už ale tou dobou měla vztah s jiným mužem. Za trestný čin dvojnásobné vraždy byl v roce 1992 odsouzen k patnáctiletému trestu odnětí svobody. Před vypršením trestu byl podmínečně propuštěn.

### Na útěku
Od července 2004 se skrýval před policií, přičemž ubytován byl u svého bývalého spoluvězně nedaleko Českých Budějovic. Společně pak měli v oblasti opakovaně krást.

### Smrt
V roce 2006 se měl se svým komplicem pohádat na večeři v hospodě. Podle výpovědi jeho komplice pak Horáčka udeřil dřevěnou tyčí a jeho tělo naložil do svého vozu. Dne 24. července 2006 bylo tělo nalezeno v Římovské přehradě. S jistotou byl přitom naposledy viděn v dubnu 2006. Nalezení těla přitom bylo zcela náhodné, neboť to bylo nalezeno poté, co jen o několik dní dříve došlo k vraždě učitelky, jejíž tělo policie v přehradě hledala. Po ohledání Horáčkova těla vyšlo najevo, že ještě před vhozením do přehrady byl velmi těžce zraněn a nebylo tak jisté, zda zemřel na následky zranění či utonutí. Jeho ruce byly navíc spoutány a bylo na ně zavěšeno třicetikilové závaží. Jeho totožnost byla navíc odhalena až v říjnu téhož roku. Jeho komplic ovšem vraždu Horáčka odmítal a vyšetřovatelům se mu z ní obvinit nepodařilo.